# 赵万海
赵万海（?—?），恒山郡（郡治真定县，今河北省正定县南）人，隋末民变河北起义领袖。
隋朝末年，在全国农民反抗隋炀帝暴虐统治的斗争中，赵万海发动当地民众数十万起兵反隋。隋炀帝大业十二年（616年）八月二十一日，进攻高阳县（属河间郡，今河北省高阳县东），成为隋末农民战争的一支生力军。